# Assistant Secretary of State for African Affairs
Der Assistant Secretary for the Bureau of African Affairs ist ein Amt im Außenministerium der Vereinigten Staaten.

## Geschichte des Amtes

Organigramm: Die administrative Gliederung des Außenministeriums (englisch)

Nachdem 1909 das Außenministerium drei geografische Sachgebiete gegründet hatte, lag die Zuständigkeit für die Angelegenheiten Afrikas bei den Sachgebieten für den Nahen Osten (Division of Near Eastern Affairs) und für Westeuropa (Division of Western European Affairs). Durch den Ministerialerlass Nr. 692 vom 15. Juni 1937 wurde die Zuständigkeit für alle afrikanischen Territorien mit Ausnahme von Algerien und die Südafrikanische Union der ausschließlich dem Sachgebiet für den Nahen Osten übertragen. Im Januar 1944 wurde eine eigenständige Arbeitsgruppe für afrikanische Angelegenheiten innerhalb des Sachgebiets für den Nahen Osten geschaffen. 
Nachdem 1949 das Büro für den Nahen Osten, Südasien und Afrika (Bureau of Near Eastern, South Asian, and African Affairs) unter der Leitung eines Assistant Secretary of State for Near Eastern, South Asian, and African Affairs gegründet wurde, gab es weiterhin ein eigenständiges Sachgebiet für Afrika innerhalb dieses Büros.
Am 18. Juli 1958 ermächtigte der US-Kongress die Ernennung eines elften Assistant Secretary of State, wodurch dem Außenministerium ermöglicht wurde, eine Unterabteilung für die neuen unabhängigen Staaten Afrikas zu schaffen. Die Verantwortlichkeit für die Beziehungen mit den Nationen Nordafrikas wurde am 22. April 1974 von der Unterabteilung für den Nahen Osten und Südasien (Bureau of Near Eastern and South Asian Affairs) übernommen.
Der Assistant Secretary of State for African Affairs ist Leiter der Unterabteilung für Afrika (Bureau of African Affairs) im Außenministerium. Er leitet als solcher die Operationen der diplomatischen Auslandsvertretungen in den Ländern von Subsahara-Afrika und ist zugleich Berater des US-Außenministers sowie des US-Vizeaußenministers. Innerhalb der US-Außenpolitik dienen vier Säulen der Begründung für die Beziehungen zu Afrika, und zwar die Stärkung demokratischer Institutionen, die Unterstützung des afrikanischen Wirtschaftswachstums und -Entwicklung, die Förderung von Frieden und Sicherheit sowie die Förderung von Chancen und Entwicklung.
Der Unterabteilungsleiter wird bei seiner Arbeit durch einen Principal Deputy Assistant Secretary for African Affairs als ersten stellvertretenden Unterabteilungsleiter sowie weiteren Deputy Assistant Secretaries unterstützt, die als Referatsleiter zuständig sind für die Referate Ostafrika und regionale Sicherheit (Deputy Assistant Secretary, East African and Regional Security), Westafrika und Wirtschaftsangelegenheiten (Deputy Assistant Secretary, West Africa and Economic Affairs), Zentralafrika und öffentliche Diplomatie (Deputy Assistant Secretary, Central Africa and Public Diplomacy), Südafrika, Sudan und Südsudan (Deputy Assistant Secretary, Southern Africa and Sudan & South Sudan) sowie Westafrika und wirtschaftliche und regionale Angelegenheiten (Deputy Assistant Secretary, West Africa and Economic & Regional Affairs).

## Liste derAssistant Secretaries of State for African Affairs

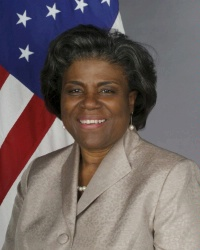
Linda Thomas-Greenfield ist seit 6. August 2013 amtierende Assistant Secretary of State for African Affairs

| Porträt | Name                      | Beginn der Amtszeit | Ende der Amtszeit | Amtierender US-Präsident                 |
| ------- | ------------------------- | ------------------- | ----------------- | ---------------------------------------- |
|         | Joseph C. Satterthwaite   | 2. September 1958   | 31. Januar 1961   | Dwight D. Eisenhower und John F. Kennedy |
|         | G. Mennen Williams        | 1. Februar 1961     | 23. März 1966     | John F. Kennedy und Lyndon B. Johnson    |
|         | Joseph Palmer II          | 11. April 1966      | 7. Juli 1969      | Lyndon B. Johnson                        |
|         | David D. Newsom           | 17. Juli 1969       | 13. Januar 1974   | Richard Nixon                            |
|         | Donald B. Easum           | 18. März 1974       | 26. März 1975     | Richard Nixon und Gerald Ford            |
|         | Nathaniel Davis           | 2. April 1975       | 18. Dezember 1975 | Gerald Ford                              |
|         | William E. Schaufele, Jr. | 19. Dezember 1975   | 17. Juli 1977     | Gerald Ford                              |
|         | Richard M. Moose          | 6. Juli 1977        | 16. Januar 1981   | Jimmy Carter                             |
|         | Chester Crocker           | 9. Juni 1981        | 21. April 1989    | Ronald Reagan                            |
|         | Herman Jay Cohen          | 12. Mai 1989        | 26. Februar 1993  | George H. W. Bush                        |
|         | George Moose              | 2. April 1993       | 22. August 1997   | Bill Clinton                             |
|         | Susan E. Rice             | 9. Oktober 1997     | 20. Januar 2001   | Bill Clinton                             |
|         | Walter H. Kansteiner III  | 4. Juni 2001        | 1. November 2003  | George W. Bush                           |
|         | Constance Berry Newman    | 24. Juni 2004       | 26. August 2005   | George W. Bush                           |
|         | Jendayi Frazer            | 29. August 2005     | 20. Januar 2009   | George W. Bush                           |
|         | Johnnie Carson            | 7. Mai 2009         | 30. März 2013     | Barack Obama                             |
|         | Donald Yamamoto           | 30. März 2013       | 5. August 2013    | Barack Obama                             |
|         | Linda Thomas-Greenfield   | 6. August 2013      | 10. März 2017     | Barack Obama und Donald Trump            |